# Juno (2007.)
Juno je američka humoristična drama iz 2007. godine redatelja Jasona Reitmana. Elliot Page glumi Juno, samosvjesnu tinejdžericu koja se suočava s neplaniranom trudnoćom i kasnijim događajima koji stvaraju pritisak odraslima koji je okružuju. U filmu glume i Michael Cera, Jennifer Garner i Jason Bateman. Snimanje se rasteglo od početka veljače do ožujka 2007., a odvijalo se u Vancouveru Britanskoj Kolumbiji. Film je premijerno prikazan 8. rujna 2007. na Međunarodnom Film Festivalu u Torontu gdje je popraćen burnim ovacijama.
Film je osvojio Oscara za najbolji originalni scenarij, a bio je nominiran u još tri kategorije, uključujući najbolji film i najbolju glumicu za Page. Soundtrack filma, uz nekoliko pjesama Kimyje Dawson i njezinih sastava Antsy Pants i The Moldy Peaches, bio je prvi najprodavaniji soundtrack album od onog za film Komadi iz snova i prvi najprodavaniji soundtrack 20th Century Foxa od Titanica. Juno je u dvadeset dana vratio 6,5 milijuna dolara uloženih u produkciju; tijekom prvih devetnaest dana film je prikazivan u ograničenom broju kina. Na kraju je zaradio 35 puta više od budžeta, postavši najunosniji film u povijesti svoga distributera, Fox Searchlight Picturesa.
Juno je dobio brojne pozitivne kritike, a mnogi kritičari su naveli film na svojim ljestvicama deset najboljih filmova godine. Film je zaradio i mnoge pohvale i kritike od skupina koje se protive pobačaju i onih koje se zalažu za pravo izbora.

## Radnja
Šesnaestogodišnja srednjoškolka Juno MacGuff (Elliot Page) iz Minnesote otkriva da je trudna: otac je njezin prijatelj Paulie Bleeker (Michael Cera). Iako isprva odluči napraviti pobačaj, predomisli se i odluči smisliti plan za djetetovo posvojenje. Uz pomoć svoje prijateljice Leah (Olivia Thirlby), Juno počne pretraživati oglase u Pennysaveru i pronalazi par za koji misli da će djetetu pružiti akedvatnu skrb. Zajedno sa svojim ocem, Macom (J.K. Simmons), Juno upoznaje par, Marka i Vanessu Loring (Jason Bateman i Jennifer Garner), u njihovom otmjenom domu i izrazi želju da njih dvoje posvoje njezino dijete.
Vanessa se počne ponašati nervozno što dodatno oteža njezin odnos s Juno. No, Juno i Leah ugledaju Vanessu u trgovačkom centru kako se ne snalazi s djetetom svoje sestre. Juno ohrabri Vanessu da porazgovara s djetetom u svojoj utrobi koje se počelo ritati. S druge strane, Juno se odmah sprijateljuje s Markom, s kojim dijeli ljubav prema punk rock glazbi i horor filmovima. Mark, koji je zapostavio svoj rock sastav iz mladosti (koji živi jedino na slikama u jednoj sobi u kući za koju mu je Vanessa dala dopuštenje), radi kući skladajući džinglove za reklame. Juno nekoliko puta svraća kod Marka, ignorirajući upozorenje njene maćehe Bren (Allison Janney) da ne bi trebala provoditi toliko vremena s oženjenim čovjekom.
Kako trudnoća sve više odmiče, Juno se muči s osjećajima koje gaji prema djetetovu ocu, Paulieju, koji je očito - iako pasivno - zaljubljen u Juno. Juno nastavlja sa svojim naizgled indiferentnim stavom prema Paulieju, ali nakon što je saznala da je on pozvao drugu djevojku na maturalnu večer, ona biva povrijeđena i posvađa se s njim. Paulie podsjeti Juno da je ona sama tražila da ostanu udaljeni i prizna da mu je slomila srce. Natukne i da ona gaji neke osjećaje prema njemu koje nije spremna priznati.
Malo prije samog poroda, Juno ponovno posjeti Marka, a njihov odnos postaje izrazito emocionalan. Mark joj kaže da napušta Vanessu. Vanessa stiže kući i, na njezin šok, Mark joj kaže da se ne osjeća spremnim postati ocem te da još postoje stvari koje bi volio ostvariti - snovi koje Vanessa nije spremna dijeliti. Juno gleda kako se brak Loringovih raspada, odlazi autom i rasplače se pokraj ceste prije no što je donijela odluku. Vrativši se Loringovima, ostavlja ceduljicu.
Nakon srdačnog razgovora s ocem, Juno shvati da voli Paulieja. Odlazi Paulieju i kaže mu da ga voli, a ovaj joj jasno daje do znanja da su osjećaji obostrani. Na utrci, Paulie primijeti da Juno nije na tribini i shvati da je sigurno na porodu; otrči do bolnice kako bi bio s njom (ona mu nije rekla kako ne propustio utrku). On stiže u bolnicu i shvati da je Juno rodila te je utješi nakon što se ona rasplakala. Vanessa dolazi u bolnicu gdje puna sreće uzima dječaka kao samohrana majka. Na zidu djetetove nove sobe, Vanessa je objesila uokvirenu Junoinu poruku - upućenu samo njoj - na kojoj piše: "Vanessa: Ako si još zainteresirana, i ja sam. - Juno."  Film završava s Juno i Pauliejem kako sviraju gitaru i pjevaju zajedno, nakon čega slijedi poljubac.

## Teme
"Na film možete gledati na način da slavi život i rođenje djeteta, ili ga možete gledati kao film o slobodoumnoj djevojci koja izabire da nastavi biti slobodumna. Ili na njega možete gledati kao na neku uvijenu ljubavnu priču, znate, meditaciju o zrelosti."

Zajedno s još dva filma iz 2007. o ženama koje se suočavaju s neplaniranom trudnoćom, Zalomilo se i Recept za život, neki su kritičari interpretirali kako se Juno protivi pobačaju. Ann Hulbert iz časopisa Slate smatrala je Juno "purizmom koji brani obje strane, i one koji se protive pobačaju i one koji se zalažu za mogućnost izbora", dok je Jeff Dawson iz The Sunsay Timesa  napisao kako je film neminovno smješten u "podžanr neželjene trudnoće" zajedno sa Zalomilo se i Receptom za život zbog slične teme, ali je dodao kako je konzervativna interpretacija filma ("za život") samo "zamutila vodu". Hadley Freeman iz The Guardiana kritizirao je Juno zbog "kompletiranja hat-tricka američkih komedija u posljednjih 12 mjeseci koje predstavljaju pobačaj nerazumnim, ili čak nezamislivim", iako je naglasila, "Ne vjerujem da je ijedan od ovih filmova svjesno osmišljen kao anti-pobačaj propaganda." A.O. Scott iz The New York Timesa složio se kako Juno ima "podtemu, poruku koja se ne protivi pobačaju nego se više obraća odraslima." Ellen Page je komentirala, "Najviše me iritira kad ljudi film nazovu pro-životnim, što je apsurdno... Najvažnija stvar je da postoji izbor, a film to u potpunosti demonstrira." I Cody i Page su otvoreno izjavile da su za izbor po pitanju pobačaja; Reitman je rekao kako je "fantastično" da i konzervativnije i liberalnije skupine prihvaćaju film. Rekao je da se "Juno čini kao zrcalo, a ljudi [s obje strane] se gledaju u njemu."
Drugi kritičari označili su film feminističkim zbog netipičnog prikaza Juno kao samopouzdane i inteligentne tinejdžerice. Antifeminist Phyllis Schlaffy je napisao da tema filma "nije ljubav, romansa ili poštovanje života, nego trijumf feminističke ideologije, nevažnosti muškaraca, pogotovo očeva." Wesley Morris iz The Boston Globea je naglasio da "Juno prikazuje opuštene, inteligentne djevojke koje se rijetko mogu vidjeti na filmu." Cody je komentirala pisanje scenarija riječima, "Žene su pametne, žene su duhovite, žene su bistre, a htjela sam pokazati da su ove djevojke od krvi i mesa, a ne sterotipne tinejdžerke koje često viđamo u medijima" i "U prošlosti je nedostajalo autentičnih likova tinejdžerica ... Pisanje ovog scenarija vidjela sam kao priliku da stvorim žensku ikonu." Page je hvalila film zbog pozitivnog prikaza tinejdžerki, opisujući lik Juno kao "osvježavajuću i otvorenu za nove mogućnosti onoga što mlade žene mogu biti" i "iskrenu, ali originalnu, potpuno pošteđenu svih stereotipa", iako je naglasila da "Djevojke prije nisu imale takav tip junakinje. Mi nemamo svog Lovca u žitu." Kritizirala je medijsku percepciju svog lika kao "snažne žene", naglašavajući da je Juno kojim slučajem muški lik, "snaga" lika ne bi bila toliko upečatljiva.

## Produkcija

### Razvoj
Diablo Cody je za pisanje scenarija prvo kontaktirao filmski producent Mason Novick, koji je prethodno ponudio Cody ugovor za knjigu za njezine memoare, Candy Girl: A Year in the Life of an Unlikely Stripper, nakon što je otkrio njezin blog o striptizu. Nagovorio ju je da adaptira knjigu za film, ali i predložio da prvo napiše scenaristički primjer koji bi se pokazao filmskim studijima, a taj primjer je postao Juno. Nakon što je odlučila adaptirati priču, Cody je prikupila priče svojih bioloških roditelja i posvojitelja, uključujući one njenog tadašnjeg muža, svojedobno posvojenog djeteta koji je pronašao svoje biološke roditelje nakon što je ona napisala scenarij. Inspiraciju je pronašla i u priči bliske prijateljice koja je ostala trudna u srednjoj školi, a iskoristila je i neke njene detalje u filmu, kao što je svađa s tehničarkom ultrazvuka. Većina filma je, međutim, temeljena na Codynim stvarnim srednjoškolskim iskustvima: hodala je s dečkom koji je volio tic-tac kao Paulie, bila je najbolja prijateljica s navijačicom kao što je Leah, a i koristila je hamburger telefon identičan onome koji se pojavljuje u filmu. Nakon što je napisala scenarij u sedam tjedana na odjelu Starbucksa centra Target u Minneapolisu u državi Minnesota, Cody je usporedila pisanje s disanjem, vidjevši Juno kao produžetak same sebe.
Novick je poslao Codyn scenarij svom prijatelju Jasonu Reitmanu; kad je Reitman pročitao tek pola scenarija, pomislio je, da ne režira film, žalio bi tu odluku do kraja života. Reitman isprva nije znao hoće li dobiti posao redatelja, jer njegov prvi film, Hvala što pušite, još nije bio objavljen, pa nije imao potpisa na dugometražnom filmu. Drugi redatelji, uključujući Bretta Simona, također su bili u konkurenciji za redateljsku stolicu, ali je Reitman izabran što je poremetilo rad na njegovom vlastitom scenariju. Cody kaže kako je pri pisanju scenarija imala ciničan stav ("Nikad nisam ni pomislila kako bi film mogao biti produciran"), a film je uistinu kasnio zbog financijskih problema. Nakon što je njegova kontroverzna priroda uplašila većinu velikih studija, produkciju je preuzela produkcijska kompanija Johna Malkovicha, Mr. Mudd. Kasnije ju je preuzela kompanija Mandate Pictures koproducenta Jima Millera.

### Casting
Nakon što mu se prethodno svidjela njena izvedba u filmu Gorki slatkiš, Reitman je za glavnu ulogu izabrao Elliot Page, rekavši kako ga je još tijekom čitanja scenarija zamišljao u ulozi naslovnog junaka. Posjetio ju je na setu filma na kojem je radila i ponudio joj ulogu. Odnio je scenarij i J.K. Simmonsu, koji je nastupio i u njegovu prethodnom filmu, Hvala što pušite, ne rekavši mu kako bi trebao glumiti Maca. Simmons je rekao kako je nakon čitanja scenarija bio zadovoljan i ulogom srednjoškolskog profesora koji nije imao govornu ulogu. Drugi glumci koje je Reitman "imao u vidu još od početka" bili su Olivia Thirlby - koja se originalno neuspješno prijavila za ulogu Juno - i Michael Cera. Odveo ih je zajedno s Page i Simmonsom u studio Panavision u Kaliforniji i snimio 45 stranica scenarija s kamerom od 35 milimetara na crnoj podlozi. Prezentirao je materijal Fox Searchlightu s prvotnom glumačkom ekipom. Naglasio je važnost proba umjesto individualnih audicija, rekavši "Ovo je film koji govori o odnosima i ideja audicije glumaca odvojenih jedni od drugih nije imala smisla."
Jennifer Garner, koja je prihvatila manji honorar od običnog kako bi film ostao u okviru zacrtanog budžeta, potvrđena je od strane Reitmana kako je potpisala za projekt u siječnju 2007. Nakon što je radila s Batemanom na Kraljevstvu, Garner ga je preporučila Reitmanu kad su se prvi put susreli, a Bateman je dobio ulogu Marka, kao zadnji angažirani glumac. Lucas McFadden, poznatiji kao Cut Chemist, DJ i glazbeni producent, pojavljuje se u cameo ulozi profesora kemije Juno i Paulieja. McFadden je radio glazbu za Reitmana kad je dobio scenarij za Juno, a redatelj ga je pozvao da se pojavi u filmu.

### Snimanje
Uz budžet od 6,5 milijuna dolara, Juno je sniman u i oko Vancouvera u provinciji Britanska Kolumbija, iako radnjom smješten u Minnesotu, gdje se produkcija originalno trebala odvijati. Iako se filmovi često snimaju na kanadskim lokacijama koje zamjenjuju američke zbog financijskih razloga, Reitman je inzistirao da radi u Vancouveru, a studio mu nije ni savjetovao da štedi novac.
Nakon minimalnih proba, produkcija se odvijala od početka veljače i zašla u ožujak 2007. Predviđeni raspored bio je šest tjedana, od čega je 30 dana posvećeno snimanju. Ekipa je namjeravala uvesti snijeg za zimske događaje, ali je sniježilo na samoj lokaciji pa je izmijenjen raspored snimanja. Drugi pomoćnik redatelja Josy Capkun je rekao kako je to rezultiralo širim kadrovima od originalno planiranih. Iako je film sniman kadar po kadar, snimanje posljednje scene je zakazano za posljednji dan, a nakon dugog kišnog razdoblja, ekipa je namjeravala zaustaviti produkciju i vratiti se nekoliko mjeseci kasnije kako bi snimila scenu, smještenu u ljetni period. No, kiša se zaustavila i scena je snimljena po suncu. Posljednja scena prikazuje Juno i Paulieja kako pjevaju "Anyone Else But You" The Moldy Peachesa, a članica sastava Kimya Dawson je posjetila set kako bi razgovarala s Elliot Page i Michaelom Cerom kako će izvesti pjesmu.

### Glazba
Film uključuje nekoliko pjesama koje izvode Kimya Dawson i njezini sastavi Antsy Pants i The Moldy Peaches, koje su uvrštene na prijedlog Elliot Page. Redatelj Jason Reitman objašnjava:
"U jednom sam trenutku pitao Elliot Page, prije nego što smo počeli snimati, 'Što misliš što Juno sluša?' A on je rekao 'The Moldy Peaches.' Otišao je do mog računala, pustio pjesme, a meni su se svidjele. Diablo i ja smo razgovarali o uvrštavanju pjesme Moldy Peachesa kako bi je likovi pjevali jedno drugom. Stupio sam u kontakt s Kimyjom Dawson iz The Moldy Peachesa, a on mi je počeo slati svoje materijale, koji su bili predivni, a većina je postala dio soundtracka."
Reitman je isprva zamišljao Juno kao obožavateljicu glam rocka, ali je odbacio tu ideju kao neautentičnu, te rekao kako želi da Juno "bude zainteresirana za realnu i autentičnu glazbu", učinivši je obožavateljicom punk rocka, uključujući The Runaways, Patti Smith i Iggyja Popa.
Reitman je kontaktirao Dawson, i, nakon što je pročitala scenarij filma, složila se da se njene pjesme pojave u filmu, poslavši redatelju paket CD-ova s oko 120 pjesama. Pjesme je uglavnom objavila sama Dawson koja kaže da nije napisala ništa posebno za Juno te da su sve pjesme bile izvođene i snimljene prije nego što je kontaktirana od strane Reitmana. Redatelj ju je zamolio da dodatno presnimi instrumentale, što je uključivalo zujanje preko stihova nekih njenih pjesama. Kontaktirao je i skladatelja Matea Messinu, s kojim je surađivao na Hvala što pušite, da sklada atmosfersku glazbu. Dao je Messini kolekciju Dawsoninih pjesama i rekao mu da osmisli "zvuk filma" preko instrumentalne glazbe koja prati kvalitetu snimanja, ton, osjećaj i nevinost njene glazbe. Messina je odlučio implementirati "brenčavu akustičnu gitaru koja zvuči jako labavo, kao Juno." Eksperimentirajući s raznim gitarama, odlučio je iskoristiti "Stellu", rabljenu gitaru gitarista Billyja Katza koju je opisao kao "pomalo limenu, ne savršeno melodičnu, ali posjeduje razne karakteristike". Katz je angažiran da odsvira dionice na akustičnoj i klasičnoj gitari, koristeći pritom "Stellu".
Page je predložila i obradu "Sea of Love" Cata Powera, koju Reitman isprva nije bio spreman ubaciti u film jer je već bila korištena u filmu More ljubavi 1989., ali je na kraju odlučio kako će pjesma dodati "novi štih" referiranju na filmove. Smatrao je kako pjesma "Superstar" Sonic Youtha definira odnos Juno i Marka - Juno više voli klasičnu verziju The Carpentersa iz 1971. dok se Marku više sviđa obrada Sonic Youtha iz 1994. "A Well Respected Man" The Kinksa je bila pjesma koju je Reitman povezivao s likom iz jednog od njegovih prethodnih scenarija, a rekao je kako mu je bilo jako žao kad ju je iskoristio za scenu u kojoj gledatelji upoznaju Paulieja, iako savršeno odgovara sceni. Surfajući iTunesom, pronašao je pjesmu "All I Want Is You" dječjeg skladatelja Barryja Louisa Polisara, koja je iskorištena za uvodnu špicu.
Autor reklama Chris Corley, s kojim je Reitman prethodno radio na skupini reklama za Wal-Mart, skladao je džingl za "Brunch Bowlz" koji Mark sklada u filmu.

### Dizajn
Film se odvija u tri godišnja doba, što redatelj Jason Reitman objašnjava riječima, "činilo mi se tako logičnim kad sam pročitao scenarij, jer doba odražavaju tri tromjesečja Junoine trudnoće." Koristio je različite boje kako bi predstavio likove, kao što su trkačke uniforme i rana scena s Juno u crvenoj jakni s kapuljačom. Scenaristica Cody bila je impresionirana scenografijom koja je nastala na temelju samo nekoliko njenih rečenica u scenariju. Za Junoinu spavaću sobu je rekla kako je bila "veoma emocionalan set za mene jer me podsjećala na moju malu postojbinu iz vremena kad sam bila tinejdžer." Scenograf Steve Saklad je dizajnirao Markovu i Vanessinu kuću uz pretpostavku da je "Vanessa vjerojatno pročitala svaki kućanski časopis i pokušala kopirati ono što se u njima nalazi najbolje što zna." Kostimografkinja Monique Prudhomme je bila nominirana za svoj rad na filmu od strane Ceha kostimografa. Vanessu je odjenula u odjeću koja je bila "jednostavna i vrlo ukusna", a Marka u konzervativnu odjeću koja se nadopunjuje s Vanessinim ukusom. Pageina je sugestija bila da Juno nosi flanelne majice i veste. Page je usto morala nositi dvije veličine lažnog trbuha koji s leđa izgleda kao korzet, te treći "pravi" trbuh koji se može vidjeti u sceni na ultrazvuku, kao i razne veličine lažnih grudiju. Snimka prikazana na monitoru ultrazvuka bila je sina tehničara zvuka Scotta Sandersa, Matthewa, a dodana je u scenu tijekom post-produkcije.

## Distribucija

### Prikazivanje u kinima
Uz dobro ocijenjenu pretpremijeru od 1. rujna 2007. na Telluride Film Festivalu, Juno je premijerno prikazan 8. rujna 2007. na Međunarodnom Film Festivalu u Torontu, a popraćen je burnim ovacijama, što je nagnalo kritičara Rogera Eberta da kaže "Ne znam kad sam čuo ovako duge, glasne i tople ovacije." Film je prikazan na Austin Film Festivalu, Rimskom Film Feastu, London Film Festivalu, Međunarodnom Film Festivalu na Bahamima, Međunarodnom Film Festivalu u St. Louisu, Međunarodnom Film Festivalu u Stockholmu, Međunarodnom Film Festivalu u Thessalonikiju, Međunarodnom Film Festivalu u Gijonu, Međunarodnom Film Festivalu u Palm Springsu i Međunarodnom Film Festivalu u Rotterdamu, zaradivši pritom nekoliko nagrada i nominacija.
Iako je Juno kino-premijeru trebao doživjeti 15. prosinca 2007., pomaknuta je za ranije kako bi se iskoristile dobre recenzije i veliko očekivanje prije premijere, pa se film u manjem broju kina u Los Angelesu i New Yorku počeo prikazivati već 5. prosinca. 14. prosinca je prikazan u još trinaest gradova u oko 25 kina, dok je 25. prosinca počela opća distribucija.

### Promocija
Anthony Breznican iz USA Today rekao je 2008. da je Juno jedan od onih filmova koji su "orkestrirani da se glas o njima proširi kao favorit od usta do usta među filmoljupcima."
Nakon prmijere filma, Fox Searchlight je novinarima i kritičarima poslao hamburger-telefone slične onom koji je Juno koristila u filmu kako bi ih potaknuo da recenziraju film. Iako su telefoni originalno trebali biti distribuirani u manjem broju primjeraka gledateljima na promocijama, tvrtke nepovezane s Fox Searchlightom su počele proizvoditi i prodavati telefone na eBayu i drugim internetskim prodajnim stranicama. U mjesecu nakon premijere telefona, prodaja telefona na eBayu je skočila za 759 posto, a Entertainment Weekly ga je proglasio jednim od "10 cool darova za obožavatelje filmova".

### Kućna izdanja
Film je 15. travnja 2008. objavljen na DVD-u i Blu-ray disku. Dostupan je i u izdanju s jednim DVD-om koji uključuje film s audio komentarom redatelja Reitmana i scenaristice Cody, jedanaest izbačenih scena i raznim dodacima. Dvostruko DVD izdanje uključuje iste dodatke i četiri dodatna kratka filma ("Way Beyond 'Our' Maturity Level: Juno – Leah – Bleeker", "Diablo Cody Is Totally Boss", "Jason Reitman For Shizz" i "Honest To Blog! Creating Juno"). Blu-ray izdanje izdanje uključuje sve dodatke s dva DVD diska i dva dodatna kratka filma: "Fox Movie Channel Presents: Juno World Premiere" i "Fox Movie Channel Presents: Casting Session".

## Reakcije

### Zarada
Objavljen u ograničenom izdanju u samo sedam kina u Los Angelesu i New Yorku, Juno je tijekom prvog vikenda zaradio 420,113 dolara, odnosno 60,016 dolara po prikazivanju. Kad je Juno postao prvi film Fox Searchlighta koji je zaradio više od 100 milijuna dolara na box officeu, predsjednik kompanije Peter Rice je objavio izjavu: "Ovo je nevjerojatno ostvarenje za nas i film koji je nadmašio sva naša očekivanja. Bili smo svjesni potencijala filma, a on je odjeknuo među publikom diljem zemlje." Film je u Sjedinjenim Državama zaradio 143,479,191 dolara te 84,578,385 dolara u ostalim teritorijima, odnosno ukupno 228,057,576 dolara. Bio je najunosniji film od njih pet nominiranih za Oscar za najbolji film.

### Kritike
Film veliki svog uspjeha duguje pozitivnim recenzijama; prema podacima od 15. ožujka 2008. na Rotten Tomatoesu, 93 posto kritičara od njih 183 je pozitivno ocijenilo film, a bila je i najbolje ocijenjena komedija 2007. Na Metacriticu je prikupljeno 37 recenzija, a postotak onih pozitivnih je 81 posto. Roger Ebert iz Chicago Sun-Timesa dao je filmu četiri zvjezdice i nazvao ga "najboljim filmom godine. (...) Je li ove godine bilo bolje izvedbe od one Ellen Page u ulozi Juno? Mislim da nije." Ebert je Juno proglasio najboljim filmom godine.
No, nisu svi kritičari imali takvo mišljenje. David Edelstein iz časopisa New York smatrao je kako se film očajno trudi utjecati na tinejdžere, kako želi da klinci koriste isti sleng i razgrabe soundtrack".

#### "Junoefekt"
2008., nakon što je 17 učenica mlađih od šesnaest godina u Gloucesteru u Massachusettsu zatrudnjelo, časopis Time je to nazvao "Juno efektom". Time je ustvrdio kako su neki odrasli odbacili statistiku dok su drugi optužili filmove kao što su Juno i Zalomilo se da glorificiraju tinejdžersku trudnoću. Kristelle Miller, profesorica adolescentske psihologije na Sveučilištu Minnesota-Duluth izjavila je da je "'Juno efekt' način na koji mediji glorificiraju trudnoću i kako ... trudnoća amortizira sve probleme iz prošlosti."
U rujnu 2008., nakon što je senator John McCain imenovao guvernerku Aljaske Sarah Palin kao svoju kandidatkinju za potpredsjednicu SAD-a, otkriveno je kako je njezina kćer, 17-godišnja Bristol, trudna s drugim tinejdžerom. Novinski izvještaji i i uvodnici su pisali kako je trudnoća Bristol Palin samo najnovija epizoda u slijedu događaja čiji je dio i Juno dok su komentatori radili usporedbe između trudnoće Bristol Palin i filma. Poznati urednik New Republica Leon Wieseltier je napisao: "Republikanci su htjeli novi dijalog, a i dobili su ga. Juno je Juneau". Roger Friedman iz Foxnewsa se čudio, "Juno je narušio i osvijetlio konzervativne vrijednosti. Pitanje je, hoće li se okolina oko Bristol Palin ponašati kao prema Juno? Ili će je odbaciti jer se dovela u tu situaciju?"
Glumac Jason Bateman je branio film. "Na žalost", rekao je, "imali smo takve pojave kad su razni tipovi ubijali ljude zbog nečeg što su čuli u rock and roll pjesmama ili sličnom smeću. Gledajte, ako krivite film ili pjesmu za svoje postupke, bili oni dobri ili loši, mislim da tražite pogrešne utjecaje. Mislim da bi ljudi trebali pogledati na druga područja svoga života kako bi našli lekcije i smjernice, uglavnom roditelje, ili profesore, ili prijatelje, ili bilo što drugo. Na te stvari bi trebali usmjeriti svoje oči i uši."

### Top deset ljestvice
Film se pojavio na mnogim top deset ljestvicama najboljih filmova 2007.:
| - 1. – Roger Ebert, Chicago Sun-Times - 1. – Paste (uredništvo časopisa) - 1. - Dan Plazarin, Cincinnati Enquirer - 2. - Ured Američke katoličke biskupske konferencije za film i televiziju (zajedno s filmom Bella) - 3. – David Germain, Associated Press - 4. – James Berardinelli, ReelViews - 4. – Lou Lumenick, New York Post - 4. - Steve Persall, Sankt-Peterburg Times - 4. – Richard Roeper, Chicago Sun-Times - 6. – Claudia Puig, USA Today - 6. – Desson Thomson, The Washington Post | - 6. – Joe Morgenstern, The Wall Street Journal - 6. – Liam Lacey and Rick Groen, The Globe and Mail - 6. – Marc Savlov, The Austin Chronicle - 7. – Corina Chocano, Los Angeles Times - 7. – Carrie Rickey, The Philadelphia Inquirer - 10. – A. O. Scott, The New York Times (zajedno s filmovima Zalomilo se i Superbad) - 10. – Peter Travers, Rolling Stone (zajedno s filmom Zalomilo se) - 10. – Stephen Holden, The New York Times |

### Nagrade i nominacije
Film je bio nominiran za četiri Oscara: najbolji originalni scenarij (kojeg je odnijela Diablo Cody), najbolji film, najboljeg redatelja i najbolju glumicu za Ellen Page.
Reitman je izrazio razočaranje što Juno nije bio nominiran za kanadske Genie nagrade: "Redatelj je kanadski, zvijezde su kanadske, glumci su kanadski, ekipa je kanadska, sniman je u Kanadi - kako nismo podesni za Genie nagrade kad su Ruska obećanja Davida Cronenberga o Rusima koji žive u Londonu sniman u Engleskoj s britanskom ekipom i glumcima podesan? Žao mi je, ali mi to netko mora objasniti, nije mi jasno." Sara Morton, predsjednica Kanadske akademije filma i televizije, objavila je izjavu s objašnjenjem da studio nije prijavio film za nagrade. The Hollywood Reporter je objasnio da pravila Genieja definiraju kanadske filmove kao one koji su barem dijelom financirani iz kanadskih izvora, a jer su američke tvrtke Mandate Pictures i Fox Searchlight bile jedini financijeri filma, Juno nije mogao biti nominiran. Bez obzira na to, glasnogovornik Genie nagrada Chris McDowall je rekao kako film nije ni uzet u razmatranje za nominacije jer nije bio ni prijavljen: "Financiranje je samo jedan od kriterija, ali ne i svi." Unatoč tome, film se 2008. natjecao za Kanadske komičarske nagrade, ostvarivši dvije pobjede od tri nominacije.
| \| Udruženje/nagrada \| Kategorija \| Pobjednik/Nominirani \| Rezultat \| \| ------------------------------------------------------------------------ \| --------------------------------------- \| ------------------------------------------------------------------------------------------------------- \| -------- \| \| BAFTA nagrade[93] \| Najbolja glumica \| Ellen Page \| Ne \| \| BAFTA nagrade[93] \| Najbolji originalni scenarij \| Diablo Cody \| Da \| \| Ceh američkih glumaca \| Najbolja glumica \| Ellen Page \| Ne \| \| Ceh američkih scenarista[94] \| Najbolji originalni scenarij \| Diablo Cody \| Da \| \| Kanadske komičarske nagrade \| Najbolja glumica \| Ellen Page \| Da \| \| Kanadske komičarske nagrade \| Najbolji glumac \| Michael Cera \| Ne \| \| Kanadske komičarske nagrade \| Najbolji redatelj \| Jason Reitman \| Da \| \| Nacionalni ured za kritiku[95] \| Najbolja nova glumica \| Ellen Page \| Da \| \| Nacionalni ured za kritiku[95] \| Najbolji originalni scenarij \| Diablo Cody \| Da \| \| Nagrada Independent Spirit[96] \| Najbolja glavna glumica \| Ellen Page \| Da \| \| Nagrada Independent Spirit[96] \| Najbolji film \| \| Da \| \| Nagrada Independent Spirit[96] \| Najbolji prvi scenarij \| Diablo Cody \| Da \| \| Nagrada Independent Spirit[96] \| Najbolji redatelj \| Jason Reitman \| Ne \| \| Nagrada Satellite[97] \| Najbolja glumica - komedija ili mjuzikl \| Ellen Page \| Da \| \| Nagrada Satellite[97] \| Najbolji film - mjuzikl ili komedija \| \| Da \| \| Nagrade National Movie \| Najbolja komedija \| Najbolja komedija \| Da \| \| Nagrade Rome Film Feasta[56] \| Najbolji film \| Najbolji film \| Da \| \| Oscari[91] \| Najbolja glumica \| Ellen Page \| Ne \| \| Oscari[91] \| Najbolji film \| \| Ne \| \| Oscari[91] \| Najbolji originalni scenarij \| Diablo Cody \| Da \| \| Oscari[91] \| Najbolji redatelj \| Jason Reitman \| Ne \| \| Udruženje televizijskih, radijskih i internetskih filmskih kritičara[98] \| Najbolja glumica \| Ellen Page \| Ne \| \| Udruženje televizijskih, radijskih i internetskih filmskih kritičara[98] \| Najbolja glumačka postava \| Ellen Page, Michael Cera, J.K. Simmons, Olivia Thirlby, Allison Janney, Jennifer Garner i Jason Bateman \| Ne \| \| Udruženje televizijskih, radijskih i internetskih filmskih kritičara[98] \| Najbolja komedija \| Najbolja komedija \| Da \| \| Zlatni globusi[99] \| \| \| \| \| Najbolja glumica - komedija ili mjuzikl \| Ellen Page \| Ne \| \| \| Najbolji film - komedija ili mjuzikl \| \| Ne \| \| \| Najbolji scenarij \| Diablo Cody \| Ne \| \| |                                         | |          |
| Udruženje/nagrada | Kategorija                              | Pobjednik/Nominirani                                                                                    | Rezultat |
| BAFTA nagrade | Najbolja glumica                        | Ellen Page                                                                                              | Ne       |
| BAFTA nagrade | Najbolji originalni scenarij            | Diablo Cody                                                                                             | Da       |
| Ceh američkih glumaca | Najbolja glumica                        | Ellen Page                                                                                              | Ne       |
| Ceh američkih scenarista | Najbolji originalni scenarij            | Diablo Cody                                                                                             | Da       |
| Kanadske komičarske nagrade | Najbolja glumica                        | Ellen Page                                                                                              | Da       |
| Kanadske komičarske nagrade | Najbolji glumac                         | Michael Cera                                                                                            | Ne       |
| Kanadske komičarske nagrade | Najbolji redatelj                       | Jason Reitman                                                                                           | Da       |
| Nacionalni ured za kritiku | Najbolja nova glumica                   | Ellen Page                                                                                              | Da       |
| Nacionalni ured za kritiku | Najbolji originalni scenarij            | Diablo Cody                                                                                             | Da       |
| Nagrada Independent Spirit | Najbolja glavna glumica                 | Ellen Page                                                                                              | Da       |
| Nagrada Independent Spirit | Najbolji film                           | | Da       |
| Nagrada Independent Spirit | Najbolji prvi scenarij                  | Diablo Cody                                                                                             | Da       |
| Nagrada Independent Spirit | Najbolji redatelj                       | Jason Reitman                                                                                           | Ne       |
| Nagrada Satellite | Najbolja glumica - komedija ili mjuzikl | Ellen Page                                                                                              | Da       |
| Nagrada Satellite | Najbolji film - mjuzikl ili komedija    | | Da       |
| Nagrade National Movie | Najbolja komedija                       | Najbolja komedija                                                                                       | Da       |
| Nagrade Rome Film Feasta | Najbolji film                           | Najbolji film                                                                                           | Da       |
| Oscari | Najbolja glumica                        | Ellen Page                                                                                              | Ne       |
| Oscari | Najbolji film                           | | Ne       |
| Oscari | Najbolji originalni scenarij            | Diablo Cody                                                                                             | Da       |
| Oscari | Najbolji redatelj                       | Jason Reitman                                                                                           | Ne       |
| Udruženje televizijskih, radijskih i internetskih filmskih kritičara | Najbolja glumica                        | Ellen Page                                                                                              | Ne       |
| Udruženje televizijskih, radijskih i internetskih filmskih kritičara | Najbolja glumačka postava               | Ellen Page, Michael Cera, J.K. Simmons, Olivia Thirlby, Allison Janney, Jennifer Garner i Jason Bateman | Ne       |
| Udruženje televizijskih, radijskih i internetskih filmskih kritičara | Najbolja komedija                       | Najbolja komedija                                                                                       | Da       |
| Zlatni globusi |                                         | |          |
| Najbolja glumica - komedija ili mjuzikl | Ellen Page                              | Ne |          |
| Najbolji film - komedija ili mjuzikl |                                         | Ne |          |
| Najbolji scenarij | Diablo Cody                             | Ne |          |

## Soundtrack
Soundtrack za Juno, Music from the Motion Picture Juno, uključuje devetnaest pjesama Barryja Louisa Polisara, Belle & Sebastiana, Buddyja Hollyja, Cata Powera, The Kinksa, Mott the Hooplea, Sonic Youtha i The Velvet Undergrounda, te Kimyje Dawson i njenih bivših sastava The Moldy Peaches i Antsy Pants. Pod etiketom Rhino Entertainmenta, album je postao prvi najprodavaniji soundtrack poslije soundtracka za Komade iz snova, prvi najprodavaniji Foxov soundtrack poslije Titanica, te prvi Rhinov američki album broj jedan.
Rhino je u ožujku 2008. objavio kako će Juno B-Sides: Almost Adopted Songs (album s pjesmama koje su bile u konkurenciji, ali nisu uvrštene na soundtrack) biti dostupan samo u digitalnom izdanju. Petnaest brojeva uključuje pjesme ranije spomenutih glazbenika, Kimyje Dawson, Barryja Louisa Polisar, Belle & Sebastiana i Buddyja Hollyja, kao i Astrud Gilberto, The Bristolsa, Jr. James & The Late Guitar, Trio Los Panchos, Yo La Tengo i Ellen Page koja pjeva "Zub, Zub", pjesmu Diablo Cody u dijelu scenarija koji je kasnije postao izbačena scena. Album je objavljen 13. svibnja 2008.

### Popis pjesama
1. "All I Want is You" - Barry Louis Polisar
2. "My Rollercoaster" - Kimya Dawson
3. "A Well Respected Man" - The Kinks
4. "Dearest" - Buddy Holly
5. "Up the Spout" - Mateo Messina
6. "Tire Swing" - Kimya Dawson
7. "Piazza, New York Catcher" - Belle and Sebastian
8. "Loose Lips" - Kimya Dawson
9. "Superstar" - Sonic Youth
10. "Sleep" - Kimya Dawson
11. "Expectations" - Belle and Sebastian
12. "All the Young Dudes" - Mott the Hoople
13. "So Nice So Smart" - Kimya Dawson
14. "Sea of Love" - Cat Power
15. "Tree Hugger" - Kimya Dawson and Antsy Pants
16. "I'm Sticking with You" - The Velvet Underground
17. "Anyone Else But You" - The Moldy Peaches
18. "Vampire" - Antsy Pants
19. "Anyone Else But You" - Ellen Page i Michael Cera

## Vanjske poveznice
- Službena stranica
- Juno u internetskoj bazi filmova IMDb-a
- Juno na Box Office Mojo
- Juno na Rotten Tomatoes
- Juno  Arhivirana inačica izvorne stranice od 1. studenoga 2008. (Wayback Machine) na Yahoo! Movies